# Északi lakótelep (Mátészalka)
Az Északi lakótelep Mátészalka északi részén fekvő, családias jelleggel beépített lakótelepe.

## Története

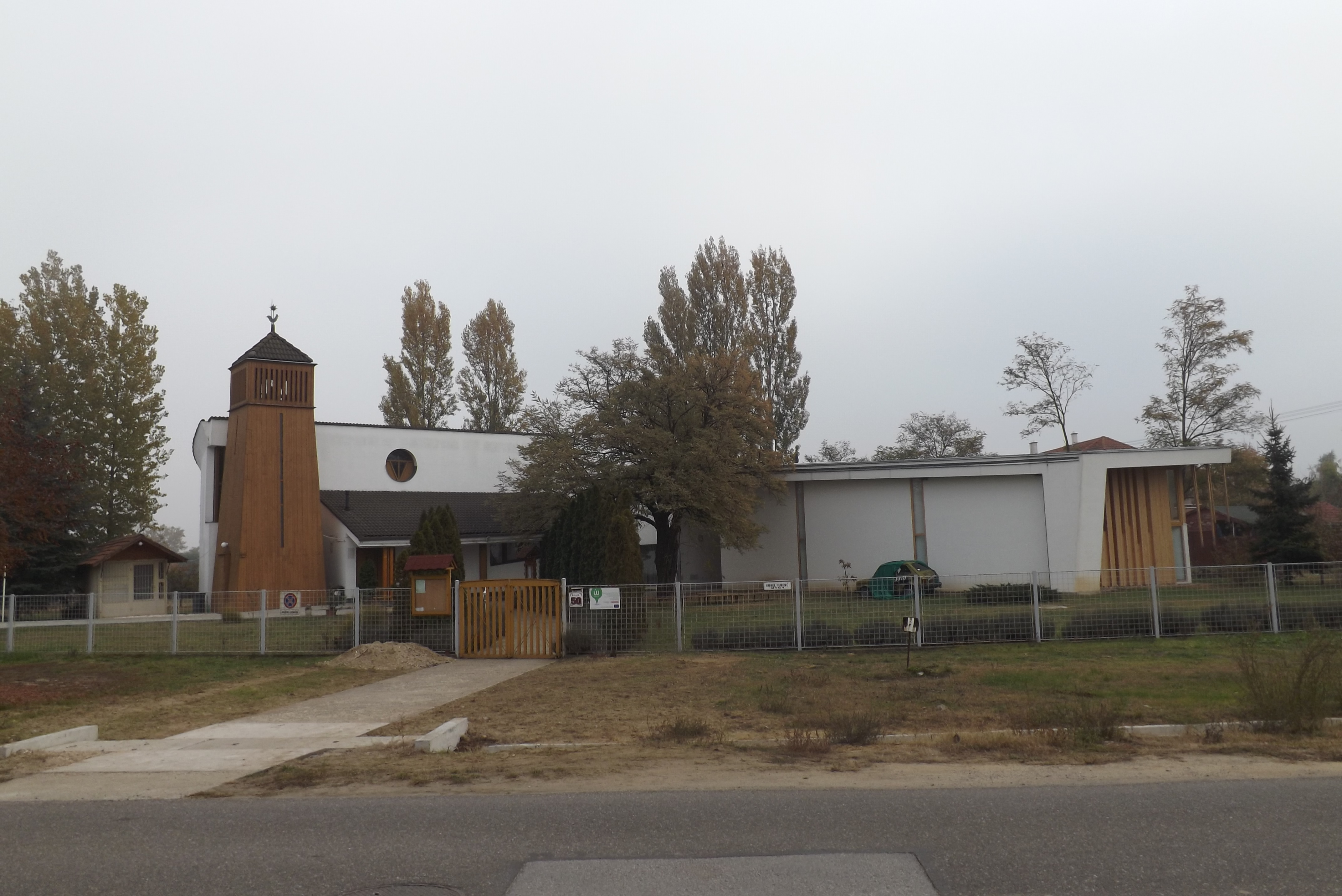
A Lengyel István mátészalkai születésű építész által tervezett református templom épületének egy részlete a lakótelepen

A lakótelep Mátészalka belterületének északi részén, az Első-Nemesi-fordulóban fekszik. 1949-ben készült el a lakótelep első házhelyrendezési terve. Ekkor építették fel a Jármi út, Csillag utca, Katona József utca és az Északi  körút keleti oldala által határolt tömböt.
1958-ban nyitották meg a Katona József utca keleti szakaszát, mely 1967-re épült be. 1980-ban készült el a lakótelep részletes rendezési terve, melyben kialakították a lakótelep utcáinak mai köríves, legyezőszerű nyomvonalait.
A már felsorolt utcákon kívül az Erkel Ferenc, Cserepeshegy, Akácfa, Tavasz, Kertész, Nyírjes, Búza, Szőlőskert, Bánk bán, Nyár, Ősz, Tél utcák, valamint a Jubileum tér, a Kalmár köz és a Kalmár sor található még itt. A lakótelepen ABC, óvoda, bölcsőde
is épült.

## Galéria

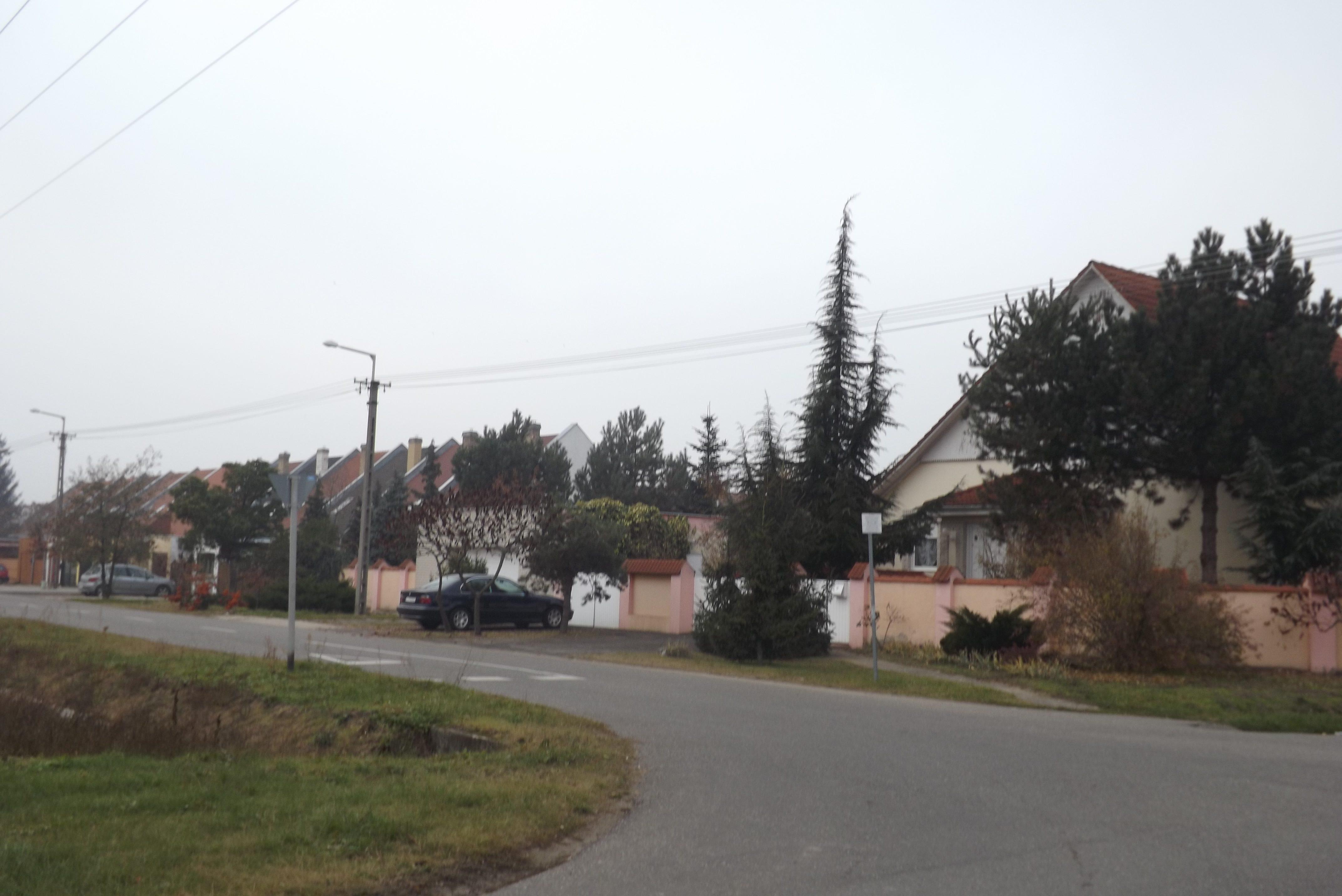
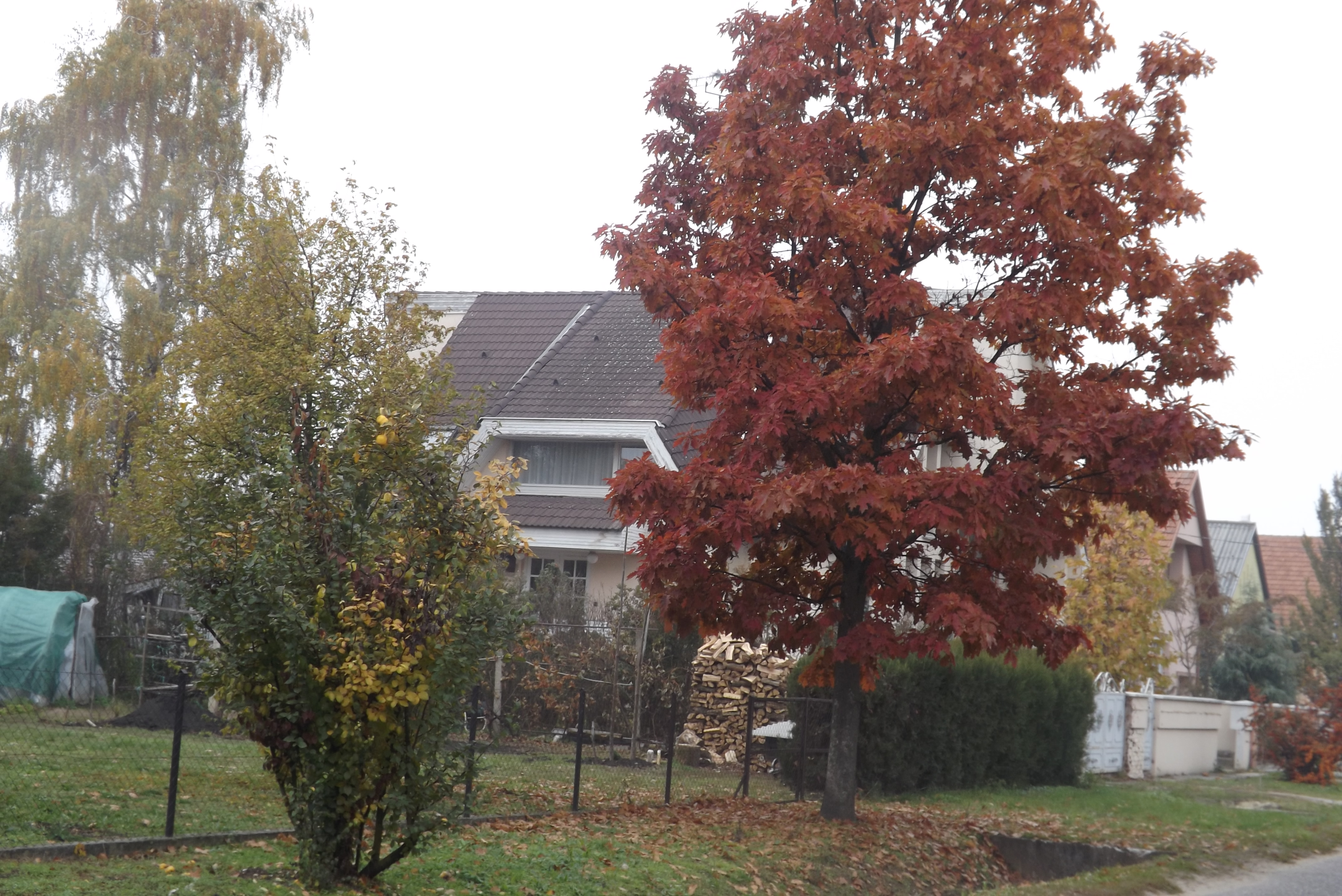
Utcarészlet
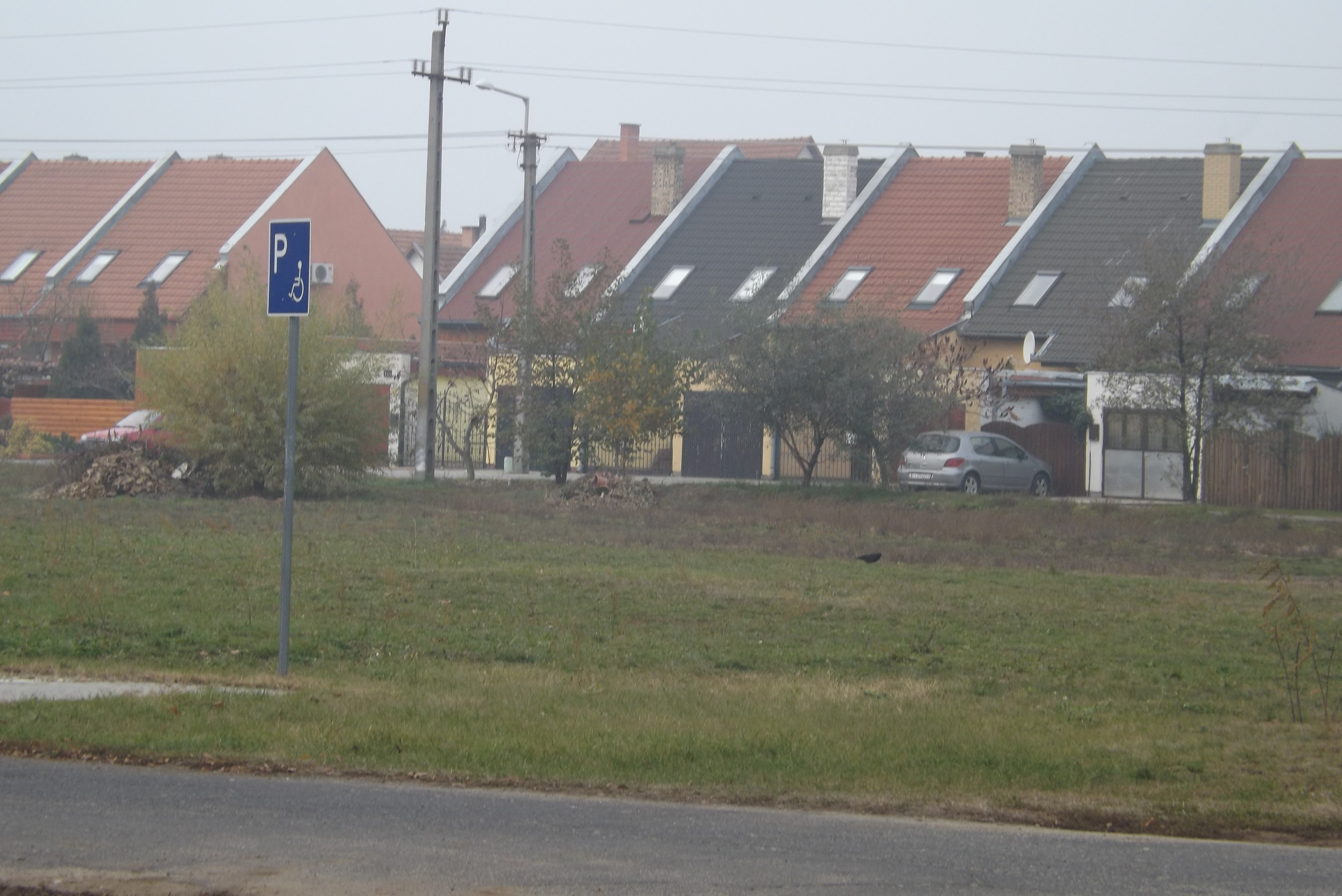
Utcarészlet
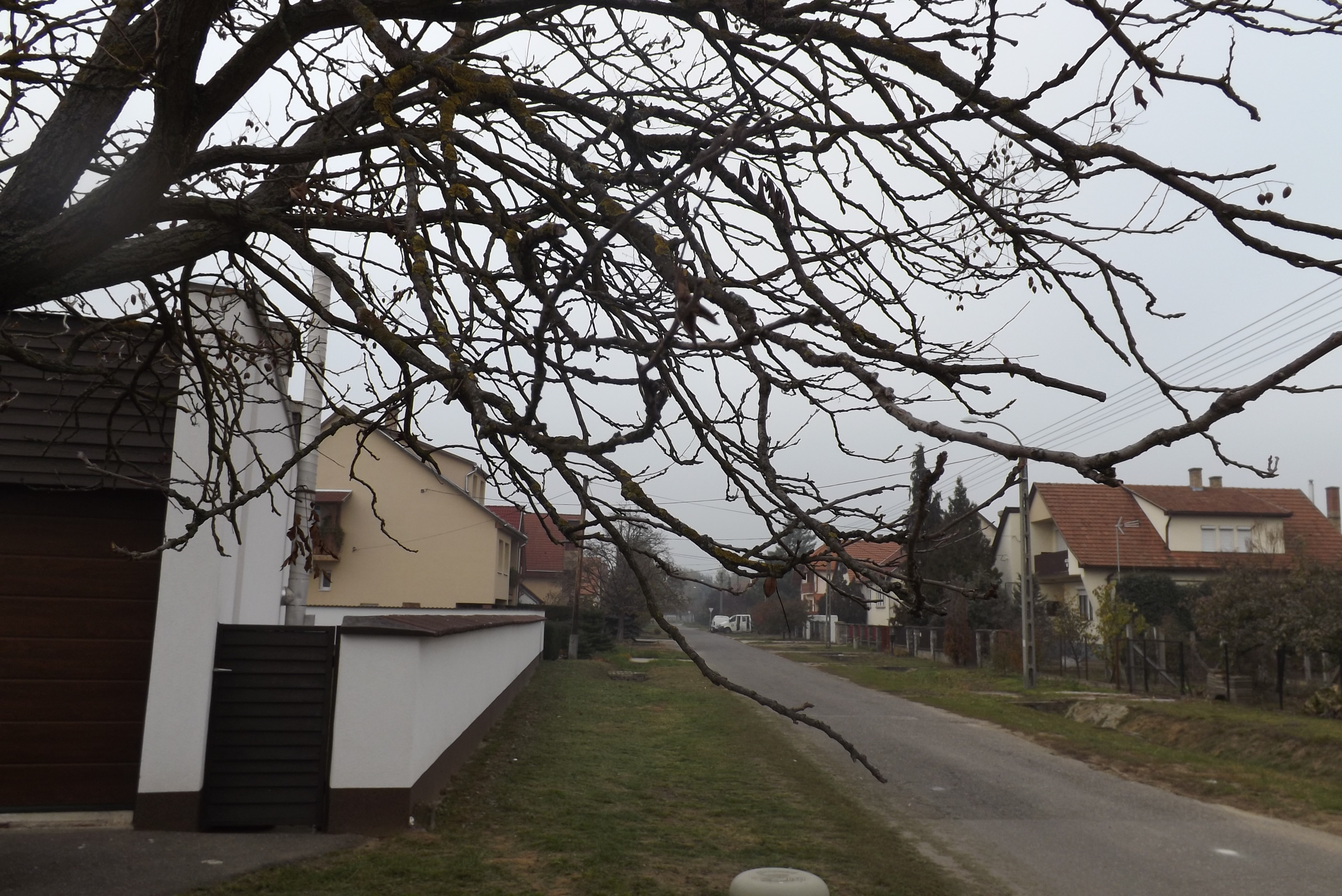
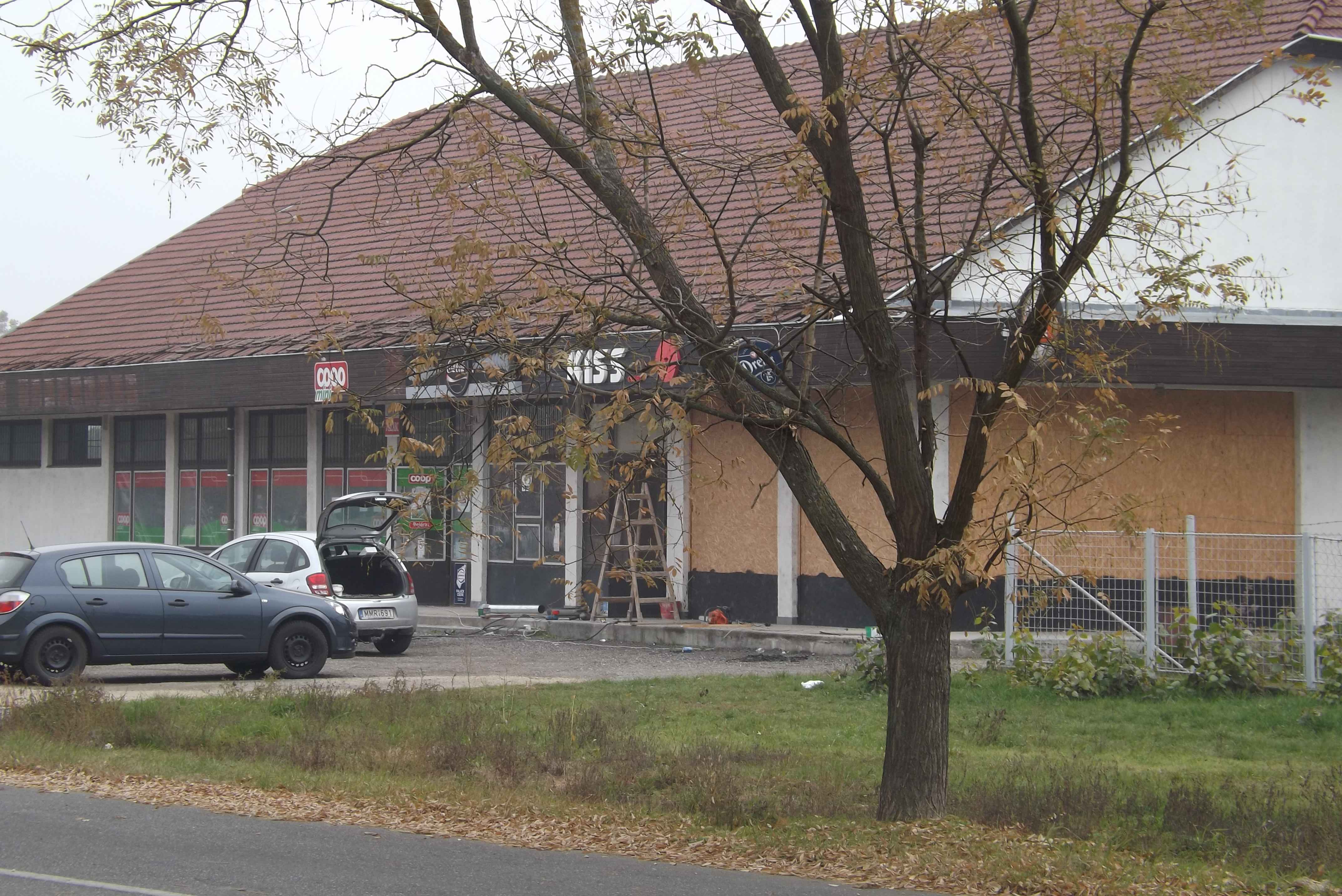
ABC Áruház
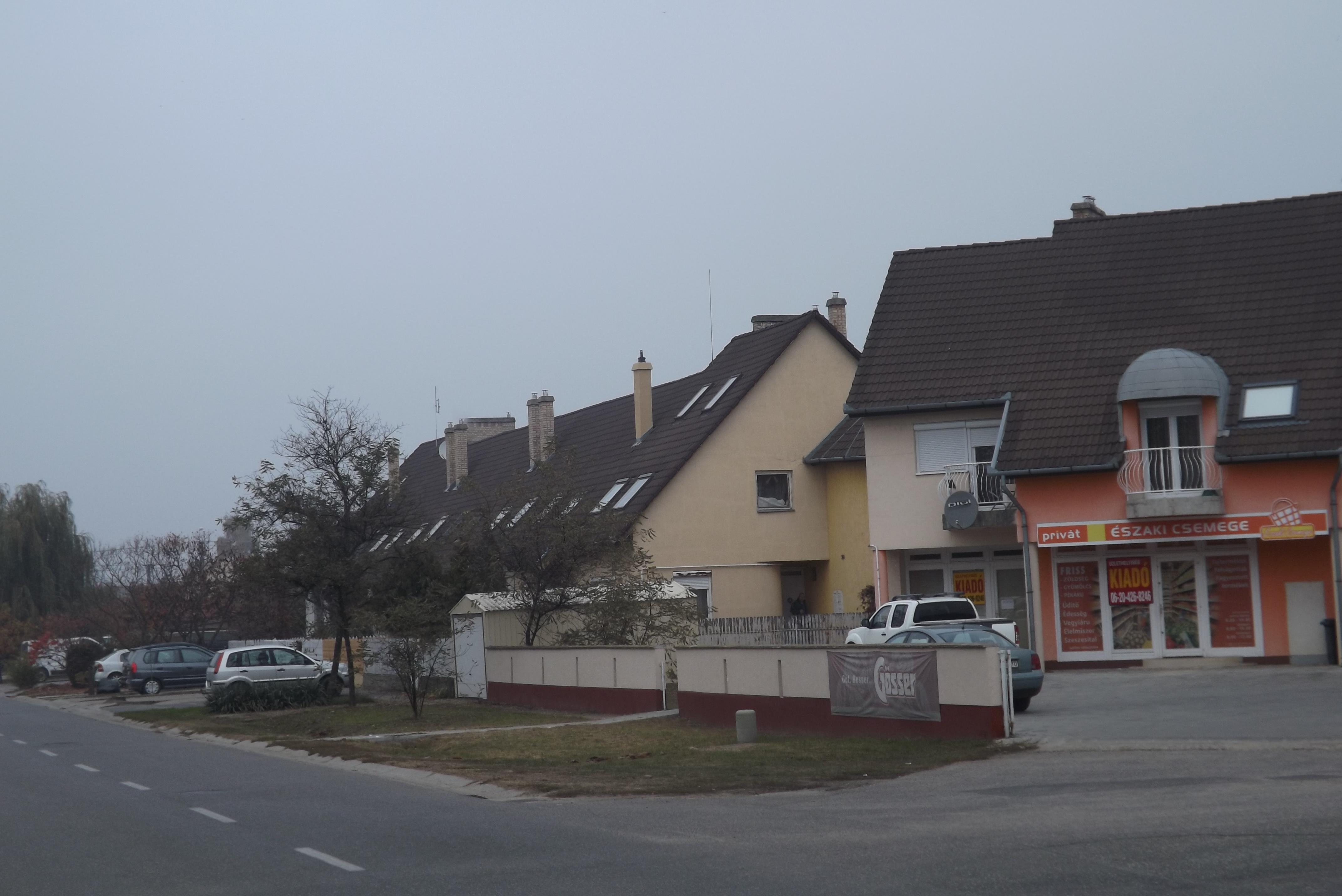
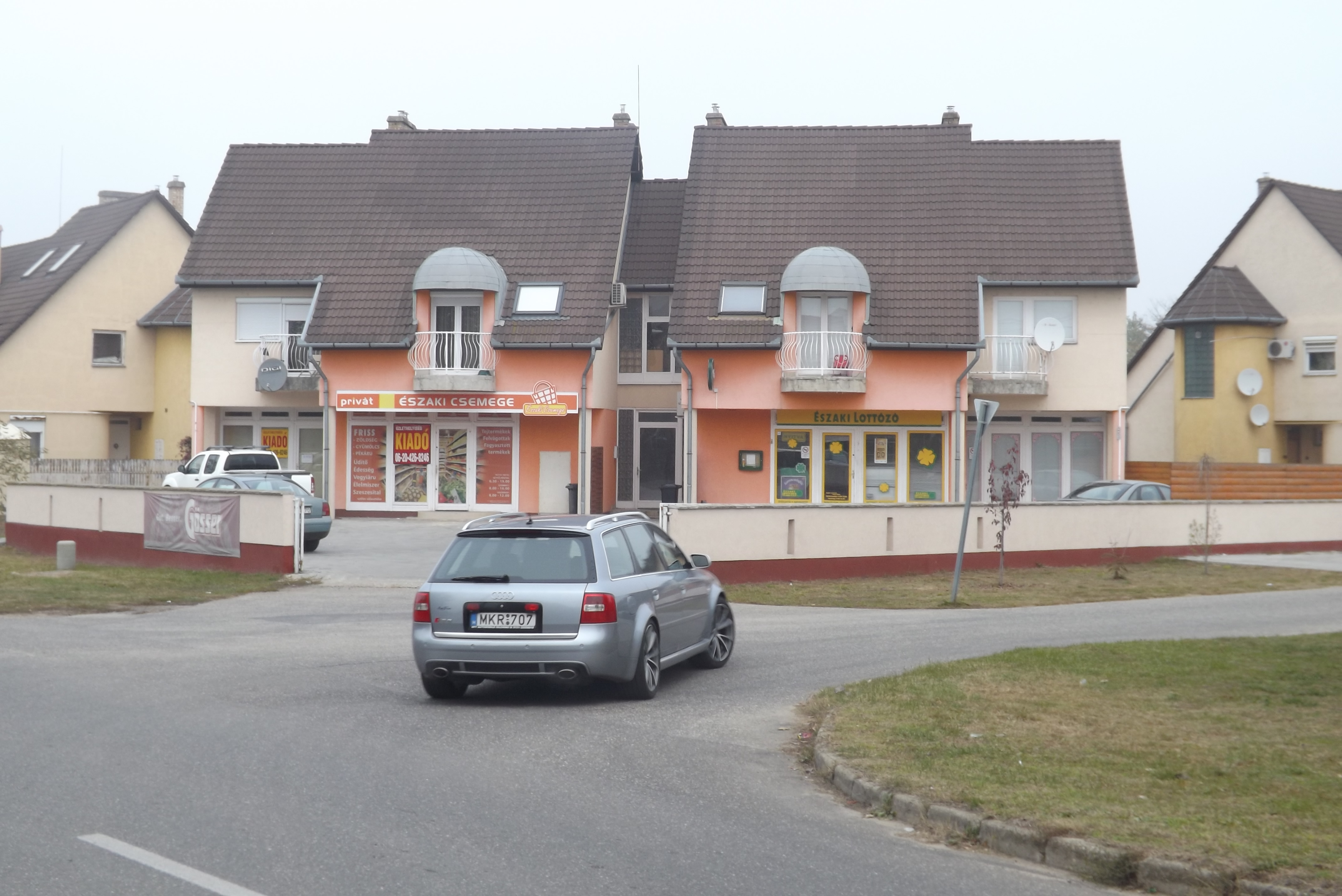
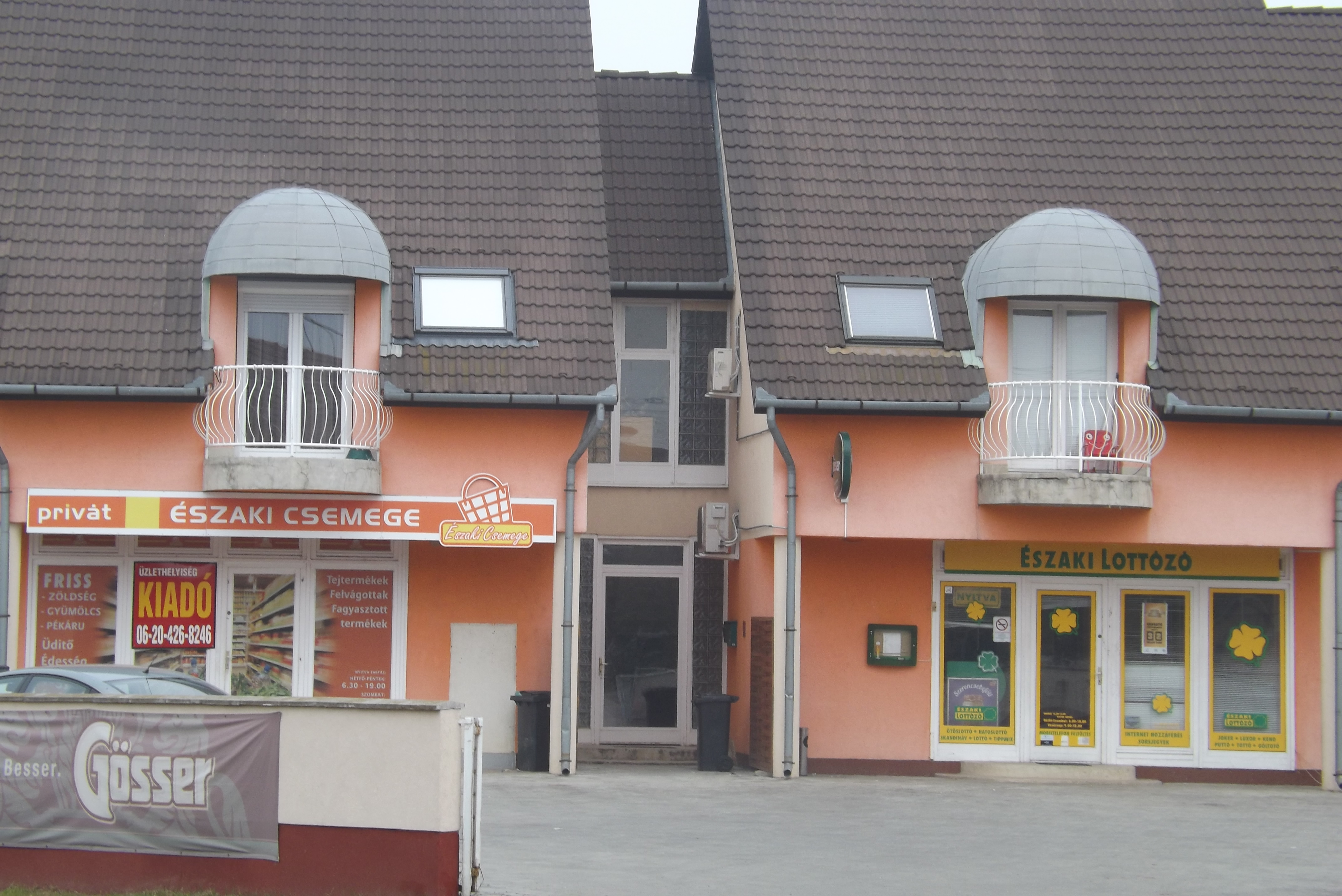
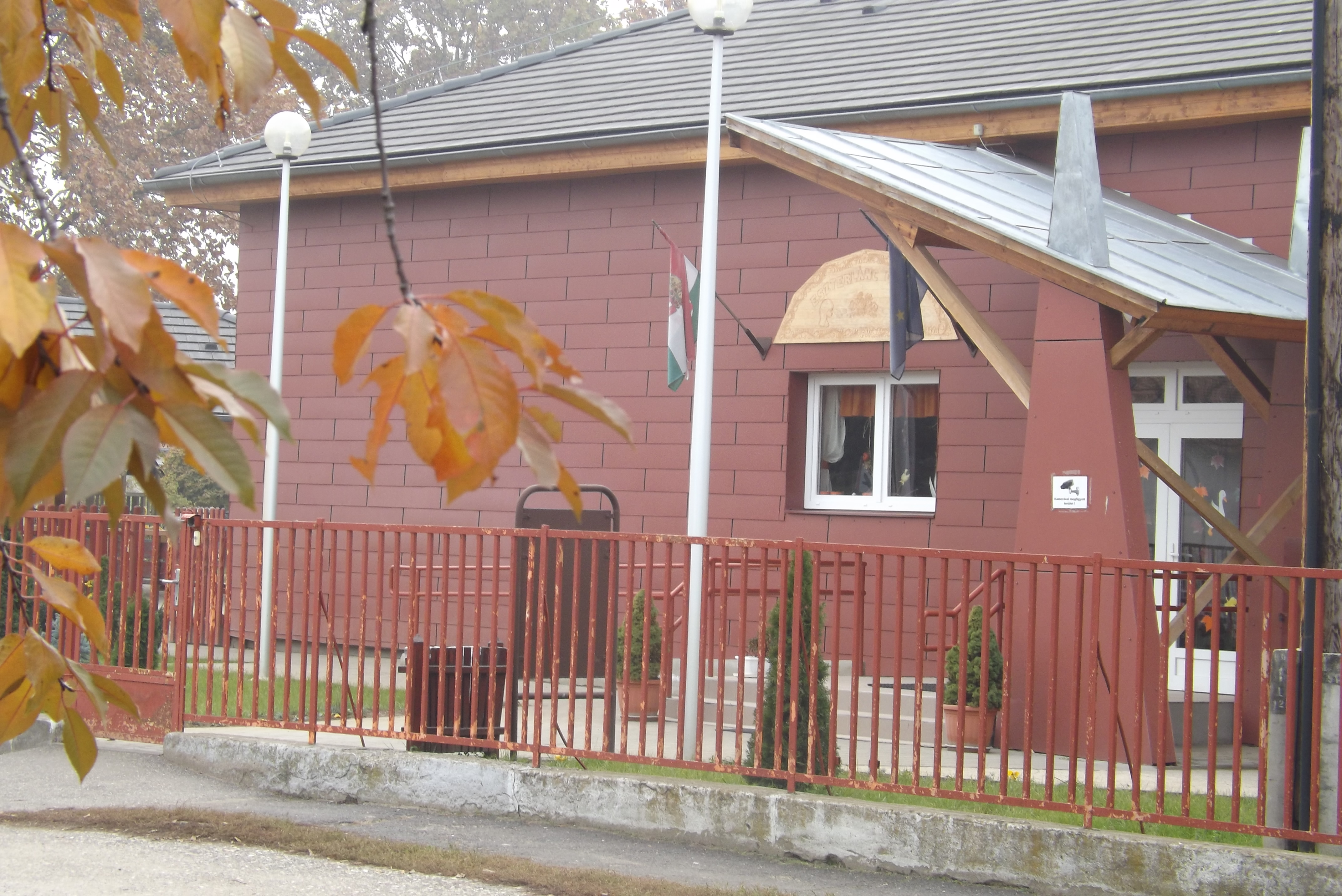
Az óvoda épülete
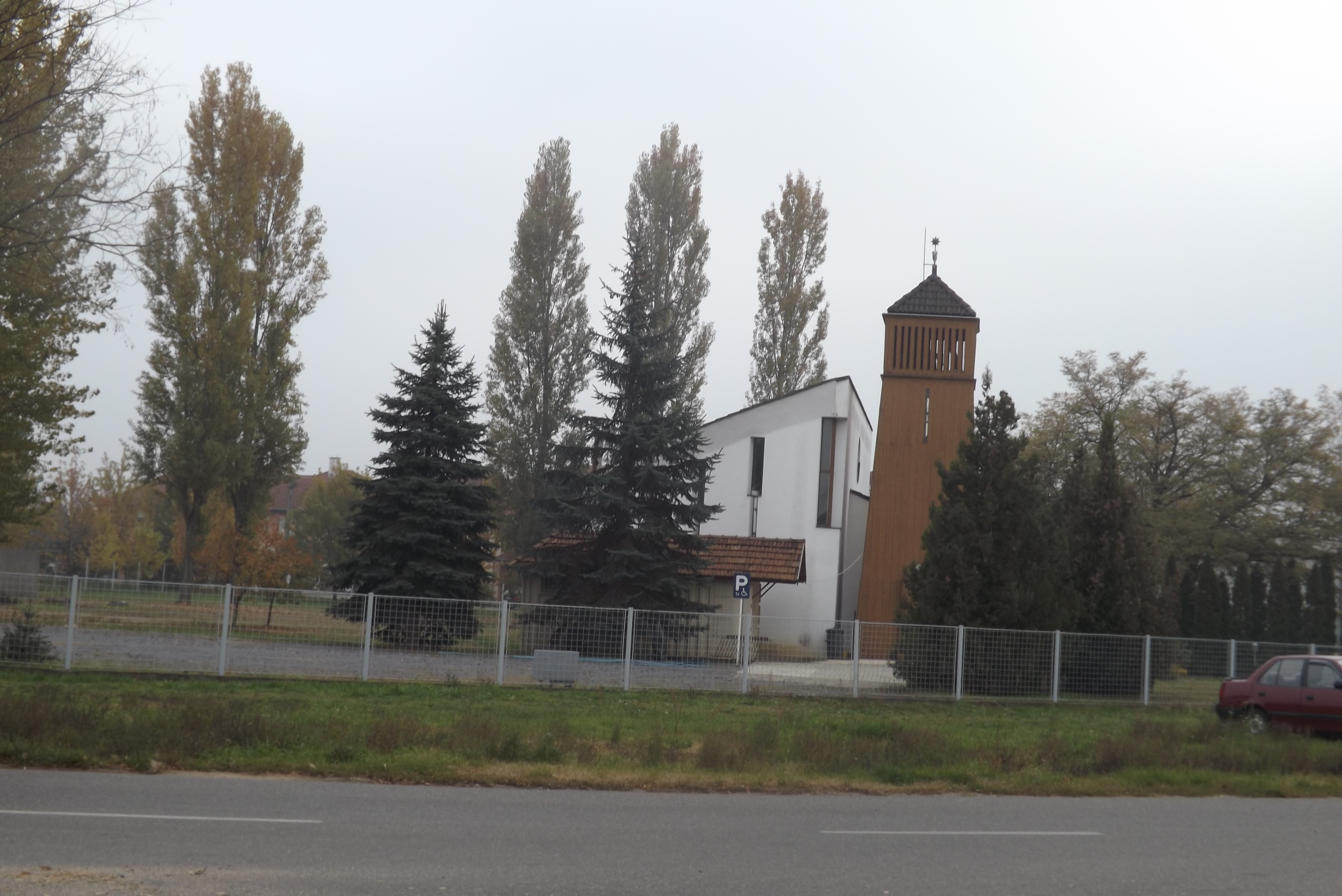
Református templom
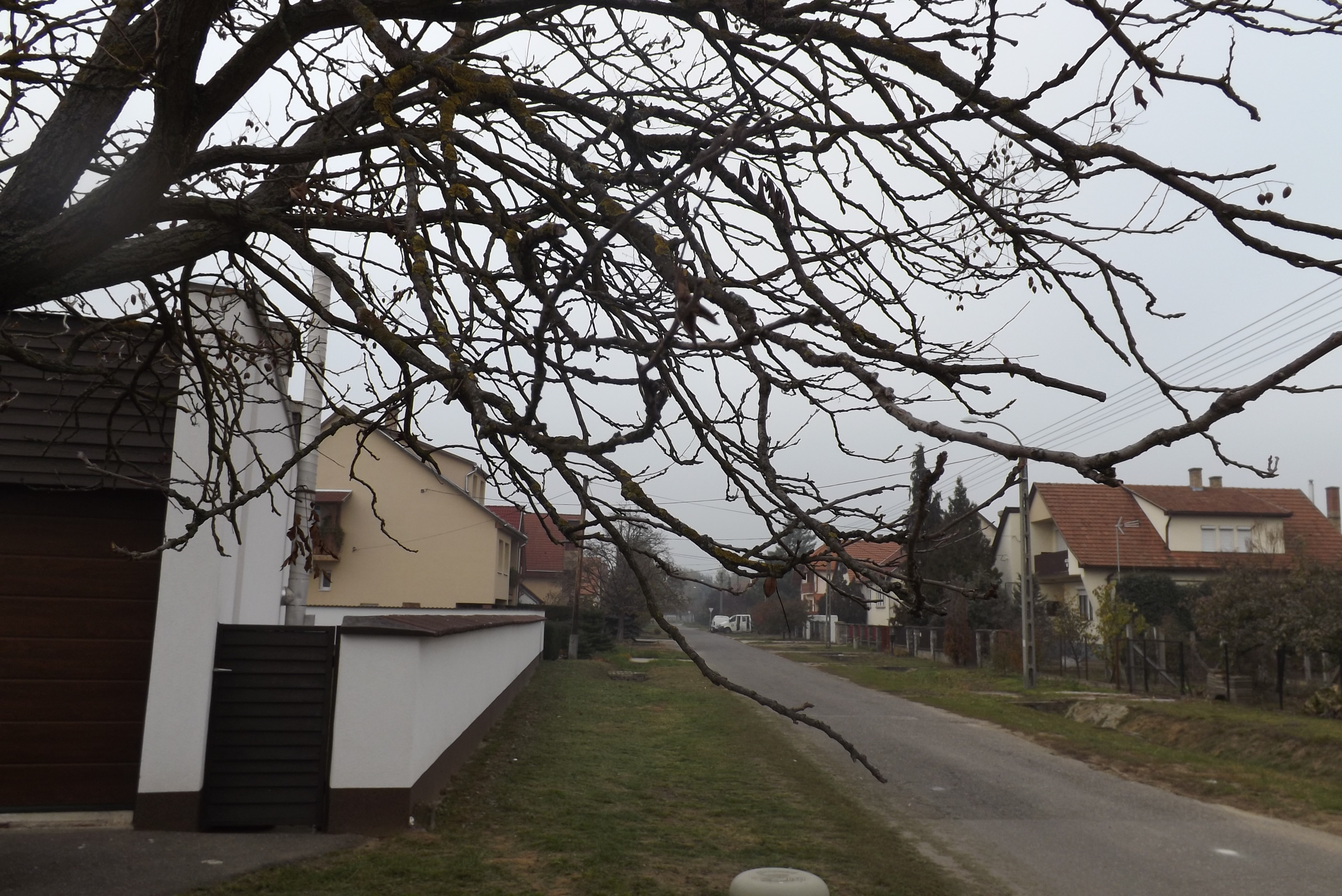
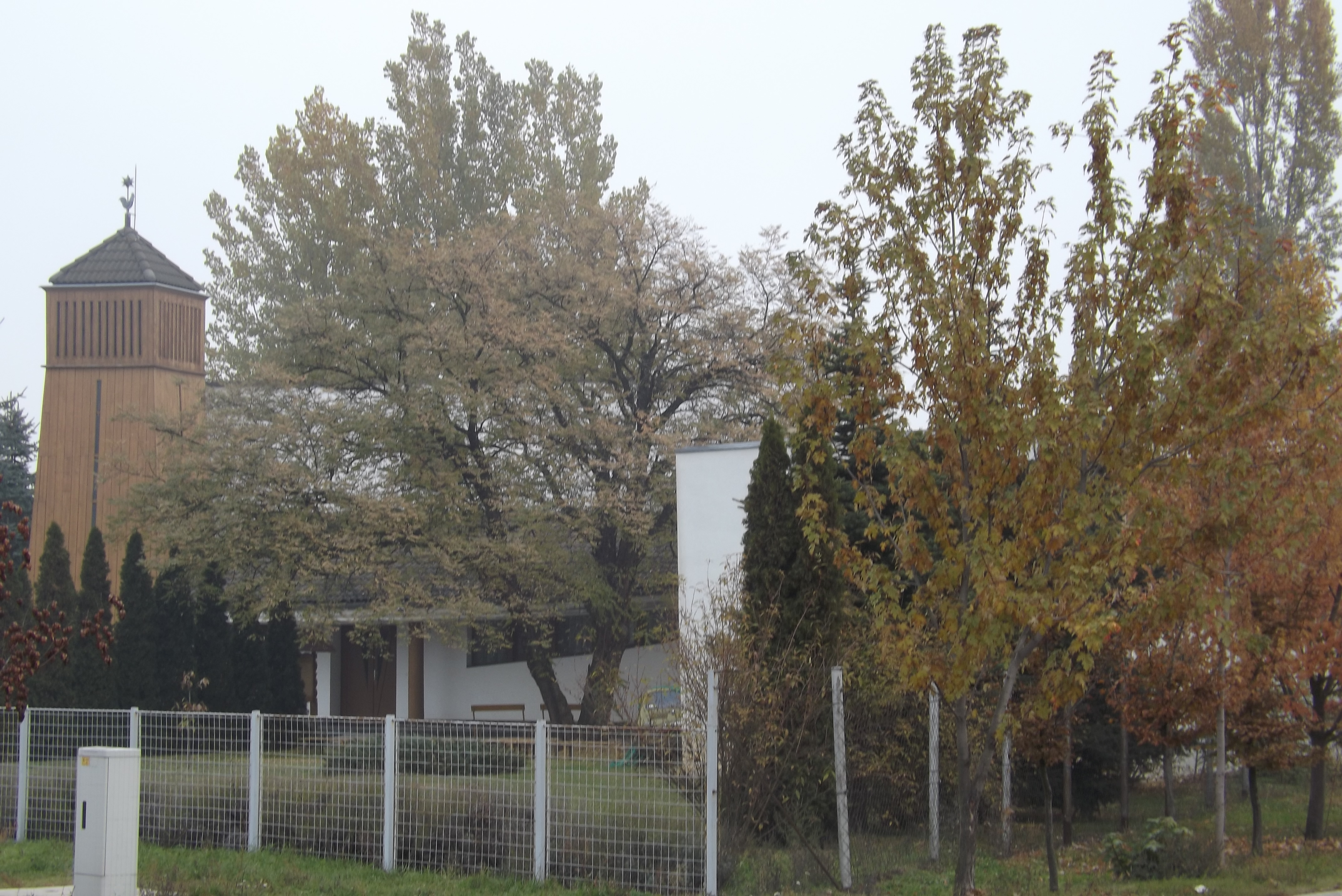